# Гуренко Станіслав Іванович
Станісла́в Іва́нович Гуре́нко (30 травня 1936 , Іловайськ, Українська СРР, СРСР  — 14 квітня 2013 , Київ ) — український радянський політик, 1-й секретар ЦК КПУ. Член ЦК КПУ в 1981—1991 рр. Кандидат у члени Політбюро ЦК КПУ в березні 1987 — жовтні 1989 року. Член Політбюро ЦК КПУ в жовтні 1989 — серпні 1991 рр. Депутат Верховної Ради УРСР 10—11-го скликань у 1980—1990 роках. Народний депутат СРСР у 1989—1991 р. Член ЦК КПРС у 1990—1991 рр. Член Політбюро ЦК КПРС у червні 1990 — серпні 1991 р. Кандидат економічних наук.

## Біографія
Народився 30 травня 1936 в Іловайську, Донецька область, УРСР, у родині вчителів.

### Освіта
- Закінчив Київський політехнічний інститут (1958), інженер-механік;
- захистив кандидатську дисертацію «Вплив автоматизованих систем управління (АСУ) машинобудівного підприємства на зростання продуктивності праці» (Інститут економіки промисловості АНУ, 1975).

### Кар'єра
З 1958 року — інженер-технолог, старший інженер-конструктор, завідувач лабораторії Сталінського (Донецького) машинобудівного заводу імені ЛКСМУ.
Член КПРС із 1961 року.
У 1963—1964 роках — старший викладач Донецького політехнічного інституту.
З 1964 року — заступник головного технолога, головний технолог, заступник головного інженера, головний інженер, з 1970 року — директор Донецького машинобудівного заводу імені Ленінського комсомолу України.

### Політична діяльність
З 10 січня 1976 по травень 1980 року — секретар Донецького обласного комітету КПУ.
З 26 березня 1980 по 24 квітня 1987 року — заступник Голови Ради Міністрів Української РСР.
З 25 березня 1987 по 18 жовтня 1989 року — секретар ЦК КПУ.
З 18 жовтня 1989 по 22 червня 1990 року — 2-й секретар ЦК КПУ.
З 22 червня 1990 по серпень 1991 року — 1-й секретар ЦК КПУ, член Політбюро ЦК КПРС.
Під час серпневого путчу 1991 року КПУ під його керівництвом підтримала ДКНС (ГКЧП) і була заборонена Президією Верховної Ради УРСР. Посаду Першого секретаря ЦК КПУ було ліквідовано.
У 1991—1998 роках — науковий консультант НВК «Енергія»; заступник директора НПП «Бета-3», головний радник правління Укрінбанку, заступник директора СП «Наваско».

Могила Станіслава Гуренка

Народний депутат України 12(1) скликання з березня 1990 року по січень 1993 року (склав повноваження за власним бажанням), Іванківський виборчий округ № 219, Київська область, член Комісії з питань Чорнобильської катастрофи. На час виборів — другий секретар ЦК КПУ.
Народний депутат України 3-го скликання з березня 1998 по квітень 2002 від КПУ, № 25 у списку. На час виборів — заступник директора СП «Наваско» (Київ), радник ЦК КПУ. Голова Комітету з питань економічної політики, управління народного господарства, власності та інвестицій (липень 1998 — лютий 2000), потім — член Комітету з питань економічної політики, управління народного господарства, власності та інвестицій; член фракції КПУ (із травня 1998 року). Член Ради НБУ (липень 1999 — травень 2000).
Народний депутат України 4-го скликання з квітня 2002 по квітень 2006 від КПУ, № 7 у списку. Член фракції комуністів (із травня 2002), голова Комітету з питань економічної політики, управління народним господарством, власності та інвестицій (із червня 2002).
Помер 14 квітня 2013 року. Похований у Києві на Байковому кладовищі (центральна алея, ділянка № 6).

## Нагороди
Нагороджений орденами Жовтневої революції (29.05.1986), Трудового Червоного Прапора.